# 库页细辛
库页细辛（学名：Asarum heterotropoides）为马兜铃科细辛属下的一个种，可見於本州、庫頁島、千島群島等地。

## 外部連結
- 馬兜鈴酸I Aristolochic acid I （页面存档备份，存于） 中草藥化學圖像數據庫 (香港浸會大學中醫藥學院) （中文）（英文）

## 扩展阅读
- 维基共享资源上的相關多媒體資源：库页细辛
- 維基物種上的相關：库页细辛